# سسک ابروسفید

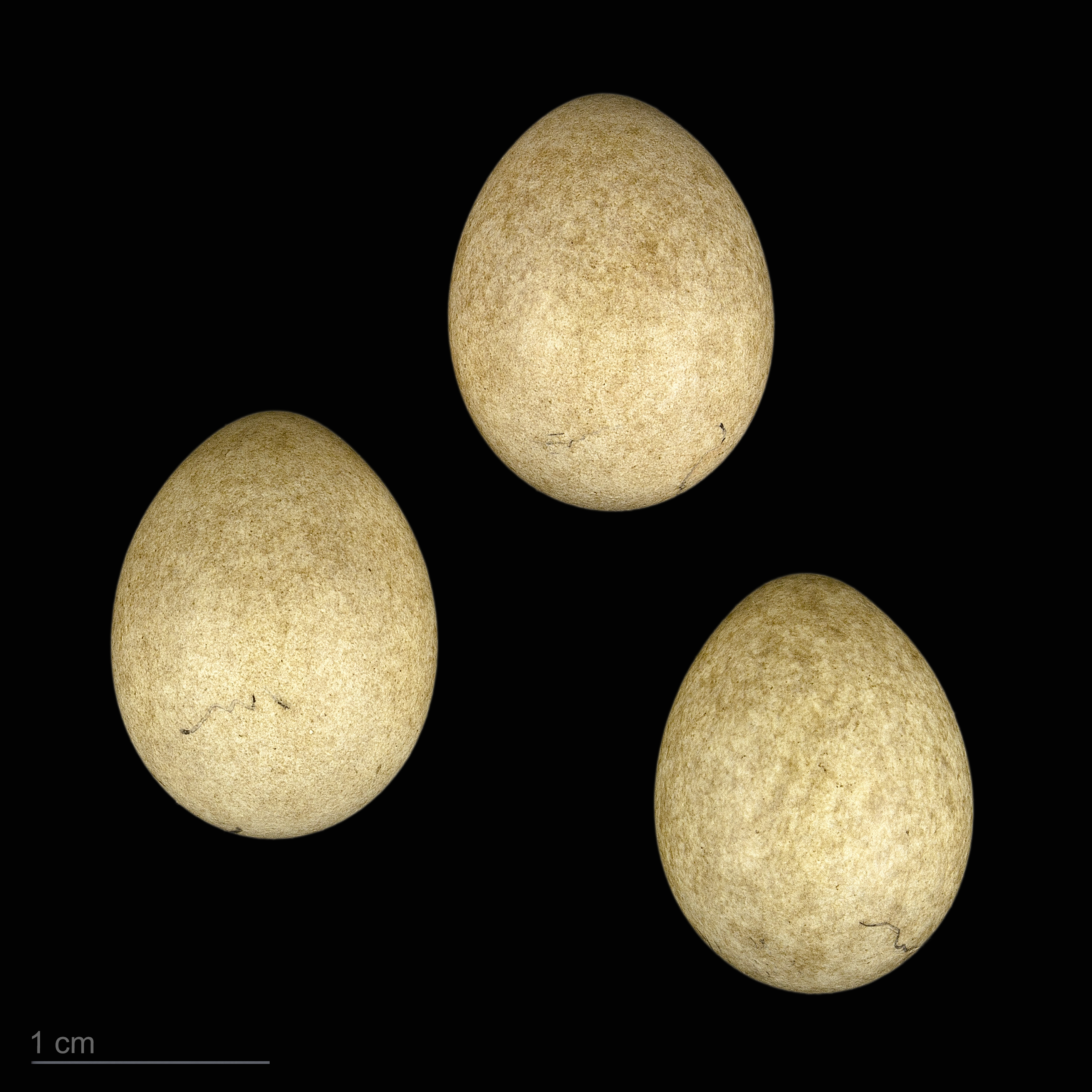
Acrocephalus melanopogon melanopogon

سسک ابروسفید (نام علمی: Acrocephalus melanopogon) پرنده‌ای از راستهٔ گنجشک‌سانان است. این سسک نیمه مهاجر است و در جنوب اروپا، مناطق معتدل آسیا و اندکی در شمال آفریقا تولیدمثل دارد. در ایران نیز به صورت نیمه مهاجر و فراوان یافت می‌شود. زیستگاه این پرنده در نی‌زارها و باتلاق‌های بوته‌داری است که آب کم‌عمقی دارد. سسک ابروسفید آشیانه خود را لابه‌لای نی‌زار یا بوتههای کوتاه و جگنیان می‌سازد. این گونه تک‌همسر است و در میانهٔ آوریل ۳ تا ۶ تخم می‌گذارد و ۱۴–۱۵ روز روی تخم‌هایش می‌خوابد تا جوجه شوند. جنس نر و ماده شبیه هم هستند.